# Fotograf (časopis)
Fotograf je český fotografický časopis, který vychází od roku 2002 v české a anglické mutaci. Jeho vydavatelem časopisu je spolek Fotograf 07 z.s., dále zaštiťujícího provoz fotografické galerie v Praze a každoroční fotografický festival.   

## Založení a dějiny

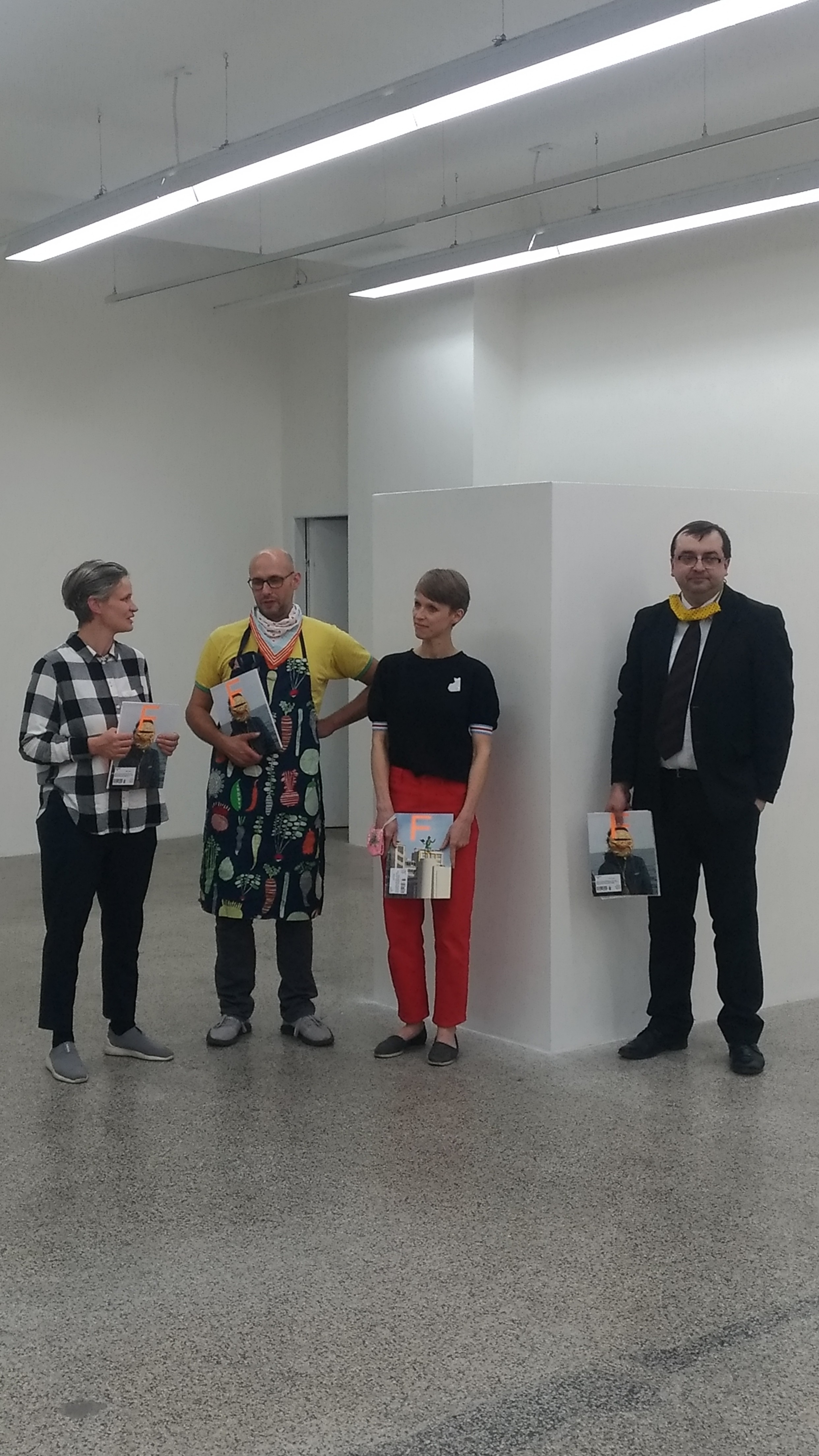
Šéfredaktorka časopisu Fotograf Markéta Kinterová (vlevo) spolu s editory Tomášem Hrůzou a Andreou Hrůzovou Průchovou (uprostřed) při křtu 36. čísla časopisu Fotograf s tématem Nové utopie (červen 2020) ve Fotograf Gallery v Praze.

Jeho zakladateli byli fotograf Pavel Baňka, mecenáš a sběratel umění Miroslav Lekeš a mladá vizuální umělkyně Markéta Kinterová. V první redakční radě, která přispěla k definování obsahu nového časopisu, zasedli fotograf, kurátor a publicista Josef Moucha, teoretik umění Tomáš Dvořák, kurátorka a teoretička umění Milena Slavická, vizuální umělkyně Sylva Francová, sochařka Jindra Viková a kurátor fotografie Pavel Vančát. První šéfredaktorem se stal Pavel Baňka. V roce 2019 ho na této pozici vystřídala Markéta Kinterová.

## Základní charakteristika
Časopis Fotograf se řadí se mezi časopisy věnující se soudobé fotografické tvorbě, podobně jako rakouská Camera Austria, španělský Exit, německá European Photography nebo americký Aperture. V letech 2002–2019 vycházel dvakrát ročně. V roce 2020 zvýšil periodicitu na tři čísla v jednom kalendářním roce. Je jediným českým časopisem o fotografii se zahraniční distribucí a po zániku časopisu Umělec také jediným českým periodikem o vizuálním umění v anglickém jazyce. Vedle profilů osobností české a zahraničních umělců a umělkyně pravidelně publikuje překladové i původní teoretické texty, rozhovory, recenze knih o fotografii nebo autorských fotografických knih. Představuje důležité fotografické instituce a recenzuje výstavy. Vedle současné umělecké fotografie představuje významné historické osobnosti a soubory. Jednotlivá čísla jsou tematicky zaměřená. Jedno číslo ročně se tematicky shoduje se zaměřením příslušného ročníku Fotograf Festivalu. Do okruhu přispěvatelů patří řada kurátorů a teoretiků z České republiky, ale i ze zahraničí. Současná grafická podoba časopisu je dílem česko-holandského studia The Rodina.